# Cearbhall Ó Dálaigh
Cearbhall Ó Dálaigh [ˈcaɾwaɫ̪ oː ˈd̪aːɫ̪i] (* 12. Februar 1911 in Bray, Irland; † 21. März 1978 in Dublin, Republik Irland) war ein irischer Richter und von 1974 bis 1976 der fünfte Präsident von Irland.

## Biografie
Cearbhall Ó Dálaigh studierte am University College Dublin und erwarb 1931 einen Abschluss in Celtic studies. Von 1931 bis 1942 war er Herausgeber von The Irish Press in irischer Sprache. Im Jahr 1935 wurde er Rechtsanwalt, im Jahr 1945 dann Irlands jüngster Attorney General. Er übte dieses Amt von 1945 bis 1948 und von 1951 bis 1953 aus. 1953 wurde er zum Richter am Supreme Court ernannt, von 1961 bis 1973 war er Oberster Richter (Chief Justice) am Supreme Court. Im Anschluss war er von 1973 bis 1974 Richter am Europäischen Gerichtshof (EuGH) und dort zuletzt seit Januar 1974 Präsident der Ersten Kammer.
Nach dem Tod von Erskine Hamilton Childers 1974 wurde Cearbhall Ó Dálaigh dessen Nachfolger als Präsident von Irland. Es folgten heftige politische Auseinandersetzungen mit Verteidigungsminister Paddy Donegan wegen des Emergency Powers Act. Er hielt dieses Notstandsgesetz zur Bekämpfung des Terrors der IRA für verfassungswidrig und nutzte seine Amtsbefugnisse, um dessen Beschluss zu verzögern. Im Jahr 1976 trat er von seinem Amt zurück.